# Generální tajemník NATO

členské státy NATO

Generální tajemník Severoatlantické aliance (NATO) je předseda Severoatlantické rady, nejvyššího rozhodovacího orgánu této obranné aliance, a odpovídá za její řízení. Předsedá také Výboru pro obranné plánování a Skupině pro jaderné plánování. Zodpovídá za činnost Mezinárodního sekretariátu. Generální tajemník je nejvýše postavený civilista v NATO, reprezentuje alianci navenek. Nemá skutečnou rozhodovací pravomoc, slouží jako prostředník.

## Seznam generálních tajemníků NATO
1. Lord Ismay (Velká Británie): 4. dubna 1952 – 16. května 1957
2. Paul-Henri Spaak (Belgie): 16. května 1957 – 21. dubna 1961
3. Dirk Stikker (Nizozemsko): 21. dubna 1961 – 1. srpna 1964
4. Manlio Brosio (Itálie): 1. srpna 1964 – 1. října 1971
5. Joseph Luns (Nizozemsko): 1. října 1971 – 25. června 1984
6. Lord Carrington (Velká Británie): 25. června 1984 – 1. července 1988
7. Manfred Wörner (Německo): 1. července 1988 – 13. srpna 1994
8. Sergio Balanzino (Itálie): 13. srpna 1994 – 17. října 1994
9. Willy Claes (Belgie): 17. října 1994 – 20. října 1995
10. Sergio Balanzino (Itálie): 20. října 1995 – 5. prosince 1995
11. Javier Solana (Španělsko): 5. prosince 1995 – 6. října 1999
12. George Robertson (Velká Británie): 14. října 1999 – 1. ledna 2004
13. Jaap de Hoop Scheffer (Nizozemsko): 1. ledna 2004 – 1. srpna 2009
14. Anders Fogh Rasmussen (Dánsko): od 1. srpna 2009 – 1. října 2014
15. Jens Stoltenberg (Norsko): od 1. října 2014 – 1. října 2024
16. Mark Rutte (Nizozemsko): od 1. října 2024